# Adam Clayton (labdarúgó)
Adam Stephen Clayton (Manchester, Anglia, 1989. január 14. –) angol labdarúgó, a Bradford City játékosa.

## Pályafutása

### Manchester City
Clayton szülővárosa csapatának, a Manchester Citynek az ifiakadémiáján kezdett el futballozni, hétévesen. 2007 májusában megkapta első profi szerződését a csapattól. Nem sokkal később újabb szerződést írt alá a klubbal, majd a 2008/09-es idény előtt megkapta a 31-es számú mezt az első csapatban. A West Bromwich Albion és a Nottingham Forest elleni is leülhetett a cserepadra az FA Kupában, de játéklehetőséget nem kapott. 2009. május 5-én új, két évre szóló szerződést kötött a Cityvel.
2009. november 2-án csapattársa, Craig Bellamy tanácsára a harmadosztályú Carlise Unitedhez igazolt kölcsönben, 2010 januárjáig. Öt nappal később, egy Morecambe elleni FA Kupa-meccsen mutatkozott be. November 10-én, a Chesterfield ellen megszerezte első profi gólját, a Football League Trophyban. Első bajnokiját négy nappal később, a Bristol Rovers ellen játszotta.
2010. január 18-án a Carlisle a szezon végéig meghosszabbította kölcsönszerződését. Tagja volt annak a csapatnak, mely bejutott a Football League Trophy döntőjébe, de a Carlisle United végül 4-1-re kikapott a Southamptontól.

### Leeds United
2010. augusztus 6-án a Leeds United egy hónapra kölcsönvette. Már másnap, a Derby County ellen debütálhatott. Augusztus 31-én a Leeds véglegesen is leigazolta, ismeretlen összeg ellenében. Nem jutott állandó játéklehetőséghez, így november 19-én egy hónapra kölcsönben a Peterborough Unitedhez igazolt. Egy Southampton ellen mérkőzésen mutatkozott be, a második félidőben csereként beállva. Jó teljesítménye miatt kölcsönszerződését 2011. január 30-ig meghosszabbították. Március 24-én a Milton Keynes Dons a szezon végéig kölcsönvette. Kölcsönszerződése lejárta után a csapat menedzsere, Karl Robinson megdicsérte játékát és elmondta, gondolkodás nélkül kölcsönvenné újra, ha lehetősége lenne rá.
Miután Neil Kilkenny és Bradley Johnson is elhagyta a Leeds Unitedet a 2011/12-es szezon előtt, Claytonnak lehetősége nyílt, hogy megszilárdítsa helyét az első csapatban. Az idény első napján első alkalommal kapott kezdőként lehetőséget a Leedsben, a Southampton ellen. A meccsen kiharcolt egy büntetőt, melyet Max Gradel gólra váltott. Fontos tagjává vált a csapatnak, a Bradford City, a Hull City és a West Ham United ellen a meccs legjobbjának is megválasztották. Utóbbi meccsen, 2011. augusztus 21-én első gólját is megszerezte a Leedsben. 2012 áprilisában kétmeccses eltiltást kapott, amiért tíz sárga lapot gyűjtött össze a szezon során.
Az évad során nyújtott jó teljesítménye miatt a Leeds United szerette volna meghosszabbítani a szerződését. Clayton maga is úgy nyilatkozott, hogy szívesen maradna a klubnál, végül azonban átadólistára került, miután nem tudott megegyezni a csapattal fizetési igényeivel kapcsolatban.

### Huddersfield Town
2012. július 6-án 350 ezer fontért leigazolta a másodosztályba frissen feljutott Huddersfield Town. Augusztus 13-án, egy Preston North End elleni Ligakupa-meccsen mutatkozott be, melyet csapata 2-0-ra elvesztett. A bajnokságban öt nappal később, a Cardiff City ellen kapott először lehetőséget. Első gólját szeptember 1-jén szerezte, egy Ipswich Town elleni 2-2-es mérkőzésen. Szeptember 19-én, a Sheffield Wednesday ellen ismét eredményes volt. 2014 januárjában a Huddersfield elutasította a Brighton & Hove Albion egymillió fontos ajánlatát Claytonért.

### Middlesbrough
A Middlesbrough hosszas tárgyalások után 2014. augusztus 13-án 1,5 millió fontért leigazolta Claytont. A 8-as számú mezt kapta meg, melyet korábban az a Jacob Butterfield viselt, aki az átigazolási üzlet részeként a Huddersfield Townhoz szerződött. 2016. május 7-én, a Brighton & Hove Albion elleni 1-1-es döntetlennel biztossá vált, hogy a Middlesbrough feljutott a Premier League-be.

### A válogatottban
Clayton tagja volt annak az U20-as angol válogatottnak, mely részt vett a 2009-es U20-as vb-n.

## Külső hivatkozások
- Adam Clayton pályafutásának statisztikái a Soccerbase oldalon (angolul)